# 旭岳

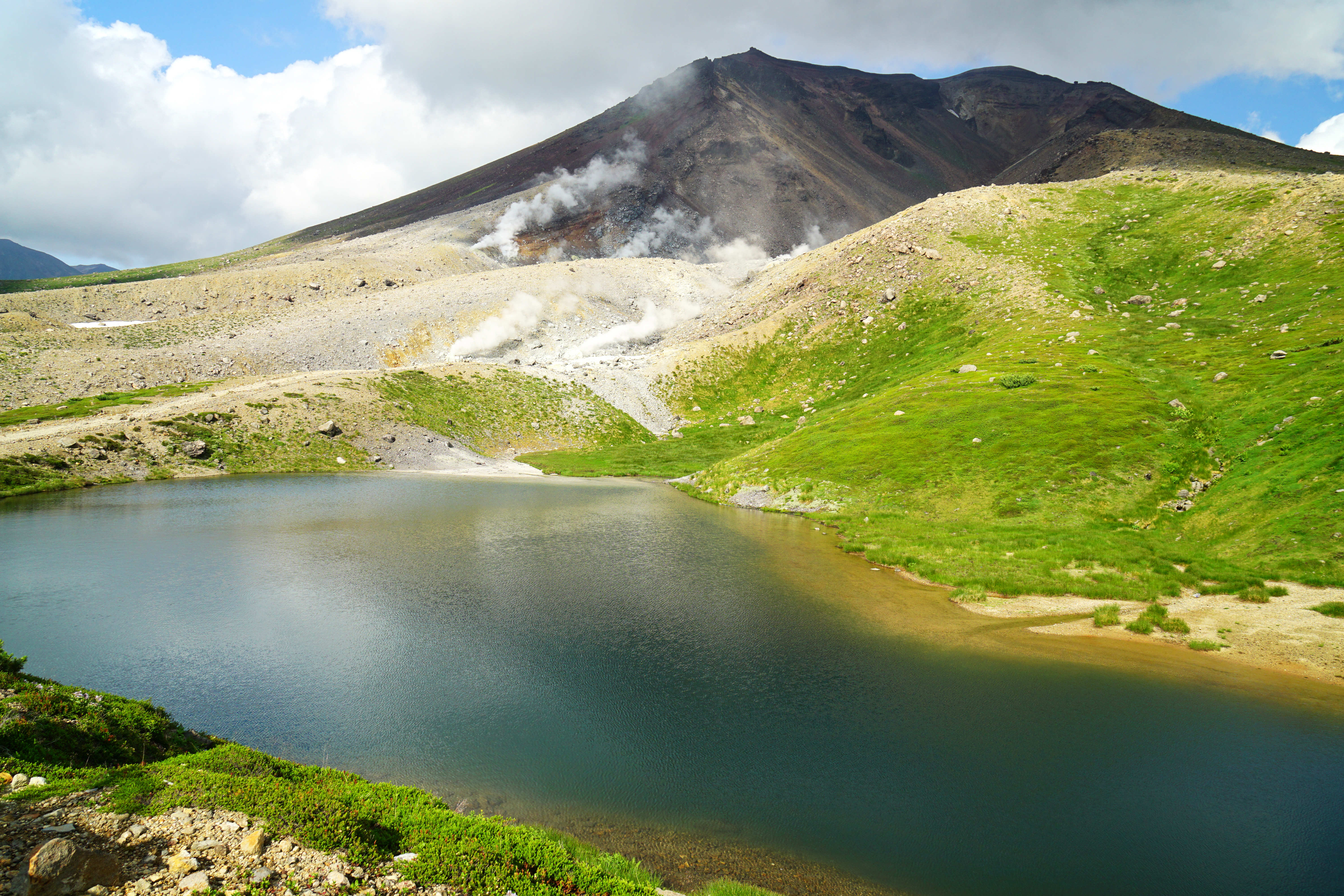
旭岳，姿見池

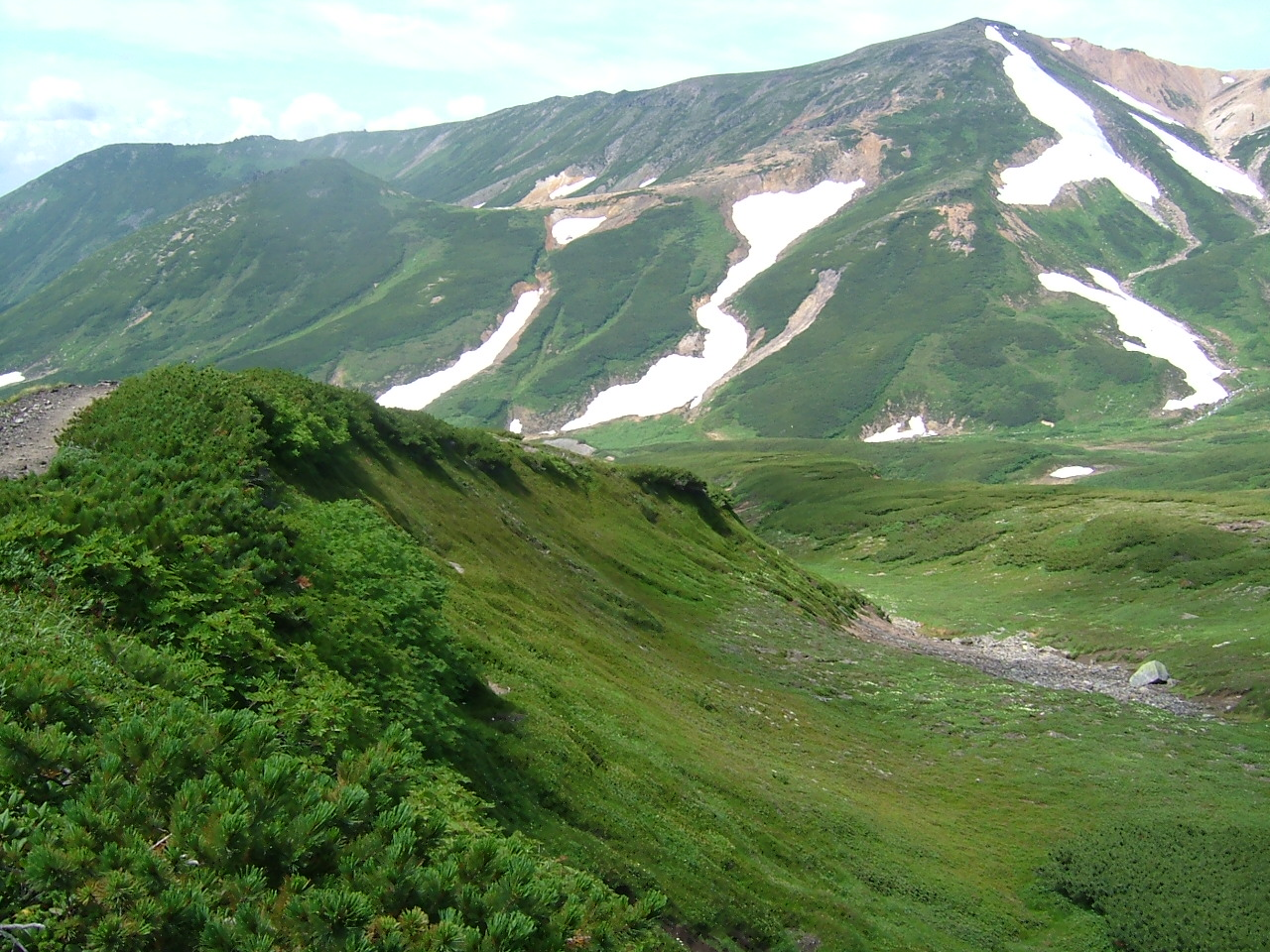
旭岳

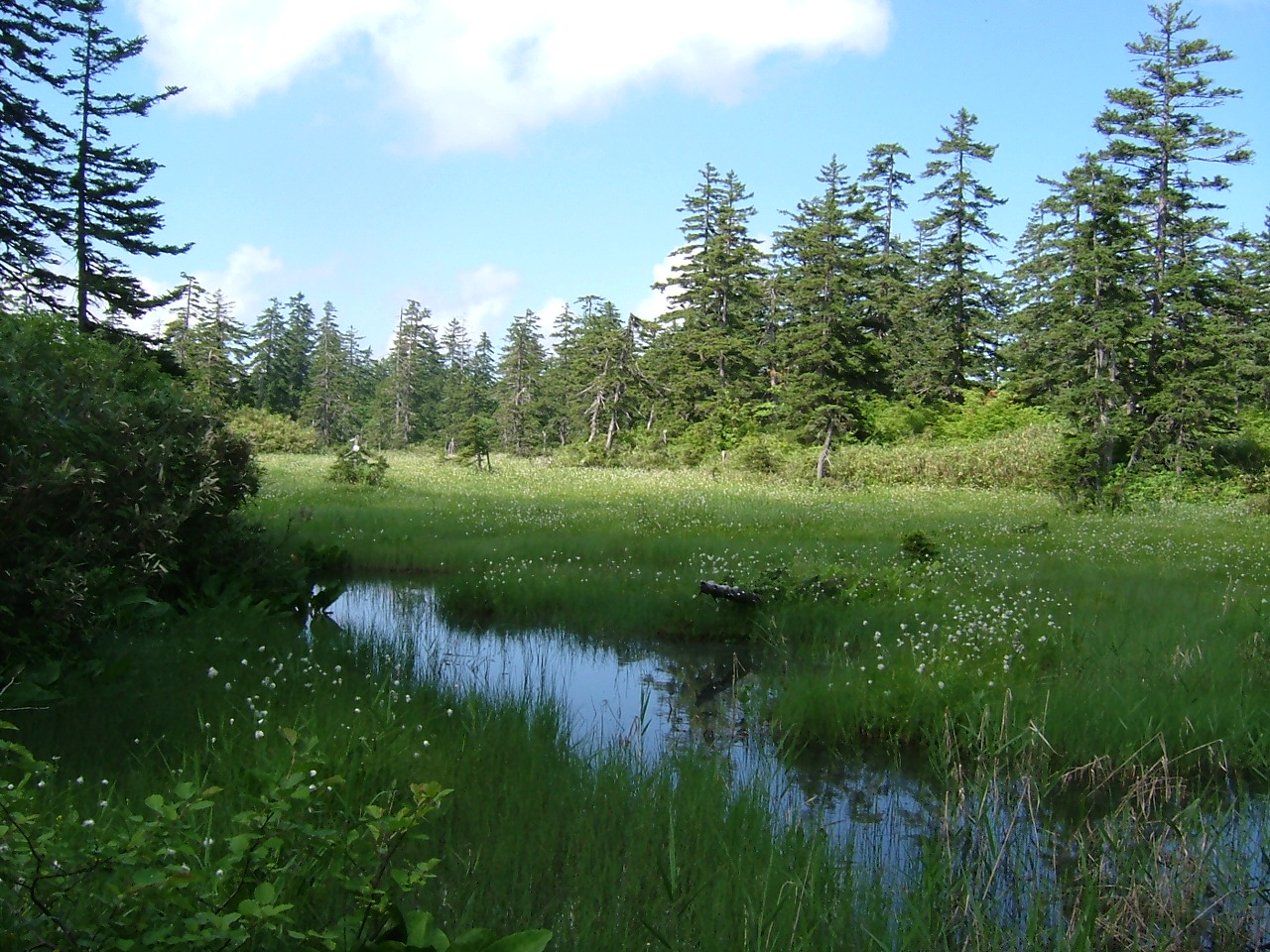
旭岳溫泉登山道旁的湿地

旭岳（あさひだけ）位于日本北海道上川綜合振興局上川郡東川町的火山。是大雪山與北海道的最高峰。標高为2,290米。
从東川町的旭岳溫泉到姿見池（標高1,600米）设有大雪山旭岳纜車，游客可以轻松地登山。但是由于海拔较高，需要对天气的突变做好一定的准备。在这里可以看到本州3000米以上的山脉才能看到的植物，如果幸运的话，也能观察到花栗鼠。
曾经计划在山中興建北海道道212号旭川大雪山层云峡线連結位於旭岳東北的層雲峽地區及位於西南側的旭岳溫泉地區，但在2000年決定放棄，並将已完成部分分割为北海道道1160号旭川旭岳温泉线和北海道道1162号銀泉台线。

## 關連項目
- 大雪山國立公園
- 日本百名山
- 一等三角點百名山
- 都道府縣最高峰 - 北海道
- 平成名水百選
- SOS事件